# 마야조어
마야조어(Proto-Mayan)는 마야어족에 속한 모든 언어의 조상 언어라고 하는 가상의 언어이다. 마야어족에는 오늘날 사용되는 30여 개의 언어 밖에도 마야 비문에 기록된 고전 마야어 등이 속한다. 마야어족의 분류에 대해서는 논란이 있지만 크게 와스텍어파, 유카텍어파, 촐·첼탈어파, 칸호발·추흐어파, 키체·맘어파라는 다섯 갈래로 나뉜다는 데에는 대개의 학자들이 동의한다.

## 음운론
마야조어에는 다음과 같은 음소가 있었다고 재구된다. (Campbell and Kaufman 1985)
5모음: a, e, i, o, u. 이에 대응하는 장모음: aa, ee, ii, oo, uu.
|        | 양순음 | 양순음         | 치경음      | 치경음      | 경구개음 | 경구개음  | 연구개음 | 연구개음 | 구개수음 | 구개수음 | 성문음 |       |
| 기본   | 방출음 | 기본           | 방출음      | 기본        | 방출음   | 기본      | 방출음   | 기본     | 방출음   | 기본     |        |       |
| ------ | ------ | -------------- | ----------- | ----------- | -------- | --------- | -------- | -------- | -------- | -------- | ------ | ----- |
| 파열음 | p [p]  | bʼ/pʼ [ɓ]/[pʼ] | t [t]       | tʼ [tʼ]     | ty [tʲ]  | tyʼ [tʲʼ] | k [k]    | kʼ [kʼ]  | q [q]    | qʼ [qʼ]  | ʼ [ʔ]  |       |
| 파찰음 |        |                | ts [tsʰ]    | tsʼ [tsʼ]   | ch [tʃʰ] | chʼ [tʃʼ] |          |          |          |          |        |       |
| 마찰음 |        |                | s [s]       | s [s]       | x [ʃ]    | x [ʃ]     |          |          | j [χ]    | j [χ]    | h [h]  | h [h] |
| 비음   | m [m]  | m [m]          | n [n]       | n [n]       |          |           | nh [ŋ]   | nh [ŋ]   |          |          |        |       |
| 유음   |        |                | l [l] r [r] | l [l] r [r] |          |           |          |          |          |          |        |       |
| 접근음 |        |                |             |             | y [j]    | y [j]     | w [w]    | w [w]    |          |          |        |       |

### 음운 규칙
마야어족 언어의 분류는 마야조어 시기로부터 겪은 주요한 음운 변화를 바탕으로 한다. 어떤 음운 변화는 둘 이상의 집단에서 발생하기도 했다. 아래 표에서 회색 칸은 변화가 없었음을 나타낸다.
| 와스텍어파       | 유카텍어파 | 촐·첼탈어파      | 촐·첼탈어파 | 칸호발·추흐어파 | 칸호발·추흐어파 | 키체·맘어파   | 키체·맘어파        | 키체·맘어파 | 키체·맘어파 |
| 와스텍어파       | 유카텍어파 | 촐어군           | 첼탈어군    | 칸호발어군      | 추흐어군        | 키체어군      | 키체어군           | 맘어군      | 맘어군      |
| 와스텍어파       | 유카텍어파 | 촐어군           | 첼탈어군    | 칸호발어군      | 추흐어군        | 핵심 키체어군 | 칵치켈· 추투힐어군 | 맘어        | 이실어      |
| ---------------- | ---------- | ---------------- | ----------- | --------------- | --------------- | ------------- | ------------------ | ----------- | ----------- |
| *w > b           |            |                  |             |                 |                 |               |                    |             |             |
| *h > w/_o,u      |            |                  |             |                 |                 |               |                    |             |             |
| *q > k, *qʼ > kʼ |            |                  |             |                 |                 |               |                    |             |             |
| *ŋ > h           | *ŋ > n     | *ŋ > n           | *ŋ > n      | *ŋ > n          | *ŋ > n          | *ŋ > x        | *ŋ > x             | *ŋ > x      | *ŋ > x      |
|                  |            | *e: > i, *o: > u |             |                 |                 |               |                    |             |             |
|                  | *a: > ɨ    |                  |             |                 |                 |               |                    |             |             |
|                  | *-t > -tʃ  |                  |             |                 |                 |               |                    | *t > tʃ     | *t > tʃ     |
|                  |            |                  |             |                 |                 |               | *-h > -j           |             |             |
|                  |            |                  |             |                 |                 | CVʔVC > CVʔC  |                    |             |             |
|                  |            |                  |             |                 |                 |               |                    | *r > t      |             |
|                  |            |                  |             |                 |                 |               |                    | *r > j      |             |
|                  |            |                  |             |                 |                 |               |                    | *tʃ > tʂ    |             |
|                  |            |                  |             |                 |                 |               | *-ɓ > -ʔ/VCV_#     |             |             |

### 발달
경구개음화 파열음 [tʲʼ], [tʲ]는 현대 어파들에 남아 있지 않다. 이들은 어파마다 다른 소리로 반영되었으며 현대의 발음을 통해 원래의 발음이 경구개음화 파열음이었다고 추정할 수 있다. 서부 어파들(칸호발·추흐어파와 촐어파)에는 [t], [tʼ]로 반영되었다. 맘어파에는 [ts], [tsʼ]로, 유카텍어파와 키체어파에는 [tʃʰ], [tʃʼ]로 반영되어 있다.
| 마야조어 | 칸호발어 | 맘어  | 키체어 | 뜻       |
| -------- | -------- | ----- | ------ | -------- |
| *tʲeːʔ   | teʔ      | tseʔ  | tʃeːʔ  | 나무     |
| *tʲaʔŋ   | tan      | tsaʔχ | tʃaːχ  | 재[灰]들 |

마야조어의 유음 [r]은 칸호발·추흐어파, 촐어파, 와스텍어파, 유카텍어파에서 [j]로 변했지만 맘어파에는 [tʃʰ]로, 키체어군과 포콤어군에는 [r]로 남았다.
| 마야조어 | 유카텍어 | 이실어 | 키체어 | 뜻     |
| -------- | -------- | ------ | ------ | ------ |
| *raʔʃ    | jaʔʃ     | tʃaʔʃ  | raʃ    | 녹색   |
| *kar     | kaj      | tʃaj   | kar    | 물고기 |

마야조어의 연구개 비음 *[ŋ]은 동부 어파들(키체·맘어파)에는 [x]로, 칸호발어군, 촐어군, 유카텍어파에는 [n]으로, 추흐어와 폽티어에는 [ŋ]으로 남아 있다. 와스텍어파에는 *[ŋ]가 [h]으로 남았다.
| 마야조어 | 칸호발어 | 이실어 | 폽티어 | 뜻   |
| -------- | -------- | ------ | ------ | ---- |
| *ŋeːh    | ne       | xeh    | ŋeh    | 꼬리 |

마야조어 성문 마찰음 [h]는 환경에 따라 다양하게 변화했다. 모음의 장단 대립이 남아 있는 언어의 경우 [h]는 특정 환경에서 선행 모음을 장모음화시키기도 했다. 또 다른 언어들에서는 [w], [j], [ʔ], [x] 따위로 변하거나 탈락했다.
마야조어 구개수 파열음 [q], [qʼ]는 키체·맘어파와 일부 칸호발어파 언어에만 그대로 남았고 나머지 모든 언어에서는 연구개 파열음 [k], [kʼ]로 바뀌었다.
맘어파에서는 *[r]을 [t]로 바꾸고, *[t]를 [tʃ]로, *[tʃ]를 [tʂ]로, *[ʃ]를 [ʂ]로 바꾸는 연쇄 변화가 일어났다. 이렇게 생겨난 권설 파찰음과 마찰음은 이후에 칸호발어파로 확산되었다.
칵치켈어와 추투힐어는 다음절어 어말의 *[w]와 *[ɓ]를 각각 [j]와 *[ʔ]로 바꾸었다.
와스텍어파는 마야조어 *[w]를 [b]로 바꾼 유일한 갈래이다. 또 와스텍어는 순음화 연구개음 [kʷ]을 음소로 지닌 유일한 마야어족 언어이지만, 이는 스페인의 식민화 이후에 일어난 변화임이 알려져 있다. 식민기의 와스텍어 문서와 현대 와스텍어를 비교하면 [kʷ]가 본디 [k]-원순모음-활음 연쇄에서 나왔음을 알 수 있다. 예컨대 현대 와스텍어로 “독수리”는 [kʷiːʃ]이지만 식민기 와스텍어로는 ⟨cuyx⟩라 쓰고 [kuwiːʃ]라 읽었다.
유카텍어파 언어는 모두 마야조어 *[t]를 어말에서 [tʃ]로 바꾸었다.
촐어군과 유카텍어파를 비롯한 여러 언어들은 단모음 [a]를 [ɨ]로 바꾸었다.
모든 촐어군 언어는 마야조어 장모음 [eː], [oː]를 각각 [i], [u]로 바꾸었다.
칸호발·추흐어파(모초어와 아카텍어 제외), 칵치켈어, 촐어군에서는 모음의 장단 대립이 사라졌다. 어떤 언어들은 장단 대립을 긴장·이완 대립으로 바꾸었다가, 나중에 이 대립이 대부분 사라졌다. 그러나 칵치켈어에는 마야조어 [a]의 반영인 중설화된 이완모음(슈와와 비슷함)이 남아 있다. 유카텍어와 우스판텍어, 또 초칠어의 한 방언에서는 고조와 저조의 성조 대립이 생겨났다. 이는 본디 모음의 장단 대립 및 [h], [ʔ]로부터 기원한 것이다.

## 참고 문헌
- England, Nora C., 1994, Autonomia de los Idiomas Mayas: Historia e identidad. (Ukutaʼmil Ramaqʼiil Utzijobʼaal ri Mayaʼ Amaaqʼ.) Cholsamaj. Guatemala.
- Handbook of Middle American Indians, 1967, 1969, R. Wauchope (series ed.).  Vol 7 (ethnographic sketches of Mayan groups), Volume 5 (linguistic sketches and other useful materials). F 1434, H 3, LAC (ref).
- Lyle Campbell and Terrence Kaufman, Annual Review of Anthropology. 1985. "Mayan Linguistics: Where are We Now?"